# Verdienstmedaille für Blutspende

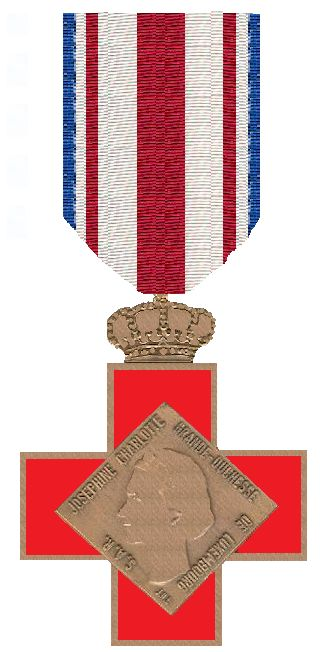
Verdienstmedaille mit dem Bildnis der Großherzogin und den Nationalfarben

Die Verdienstmedaille für Blutspende wurde am 22. Oktober 1979 durch Großherzog Jean von Luxemburg gestiftet und wird als Anerkennung und Belohnung an Personen verliehen, die freiwillig Blut gespendet haben. Die Großherzogin fungiert als Schirmherrin des luxemburgischen Roten Kreuzes und nimmt als solche die Auszeichnung vor.

## Klassen
Die Auszeichnung besteht aus drei Stufen.
- I. Stufe – Gold
- II. Stufe – Silber
- III. Stufe – Bronze

Freiwillige Spender können nach 20 Blutspenden mit der III. Stufe beliehen werden, nach 40 Blutspenden mit der II. Stufe und nach 80 Blutspenden mit der I. Stufe.

## Aussehen
Die Medaille besteht aus einem gleicharmigen, rot-emaillierten und bekrönten Kreuz. Auf der Vorderseite ist in einem Damenschild in Rautenform das Wappen der Großherzogin dargestellt.  Die Rückseite zeigt im Damenschild in Rautenform das Porträt der Großherzogin.

## Trageweise
Getragen wird die Medaille an einem weißen Band mit einem vertikalen roten Streifen, eingefasst in den Nationalfarben rot, weiß und blau auf der linken Brustseite.